# Stade municipal Prefeito Dilzon Luiz de Melo
Le stade municipal Prefeito Dilzon Luiz de Melo (en portugais : Estádio Municipal Prefeito Dilzon Luiz de Melo), également surnommé Melão, est un stade omnisports brésilien situé dans la ville de Varginha, dans l'État du Minas Gerais. Il est principalement destiné à la pratique du football.
Le stade, doté de 15 471 places et inauguré en 1988, sert d'enceinte à domicile aux équipes de football du Boa Esporte Clube, du Varginha Esporte Clube et du Barcelona Esporte Clube, ainsi qu'aux équipes de rugby à XV du Varginha Rugby Clube, du Minas Rugby Clube et du Gaya Rugby Clube.
Le stade porte le nom de Dilzon Luiz de Melo, maire de la ville de Varginha durant la période de construction du stade.

## Histoire
Le stade ouvre ses portes en 1988. Il est inauguré le 7 octobre 1988 lors d'une défaite 1-0 des locaux du Flamengo de Varginha contre l'Atlético Mineiro (le premier but au stade étant inscrit par Renato, joueur de l'Atlético Mineiro).
Le record d'affluence au stade est de 19 900 spectateurs, lors d'une victoire 1-0 du Flamengo de Varginha contre l'Atlético Mineiro le 12 mars 1989.
Le 10 octobre 1991, le premier match de l'équipe du Brésil de football disputé dans la ville de Varginha est disputé au stade. La rencontre, jouée contre la Yougoslavie, marque le retour à la tête de la sélection de Carlos Alberto Parreira.

## Événements

### Matchs internationaux de football
| Date            | Compétition  | Équipes              | Score | Affluence |
| --------------- | ------------ | -------------------- | ----- | --------- |
| 10 octobre 1991 | Match amical | Brésil — Yougoslavie | 3-0   | —         |